# Ochetostoma mercator
Ochetostoma mercator är en djurart som tillhör fylumet skedmaskar, och som beskrevs av Wesenberg-Lund, E. 1954. Ochetostoma mercator ingår i släktet Ochetostoma och familjen Echiuridae. Inga underarter finns listade i Catalogue of Life.